# Pachycraerus ovalaris
Pachycraerus ovalaris är en skalbaggsart som beskrevs av Mazur in Löyttyniemi et al. 1989. Pachycraerus ovalaris ingår i släktet Pachycraerus och familjen stumpbaggar. Inga underarter finns listade i Catalogue of Life.